# 嚴學思
嚴學思（1573年—1653年），號心印，广东肇庆府高明縣人。明末政治人物。

## 生平
萬曆三十四年（1606年）丙午科广东乡试舉人，崇祯四年（1631年）辛未科进士，户部观政后，六年授行人司行人，九年任顺天府乡试同考官。
严学思年将四十岁，才中举人，又过二十五年，才中进士。